# 建始槭
建始槭（学名：Acer henryi）是槭树科槭属的植物，是中国的特有植物。分布在中国大陆的安徽、甘肃、山西、四川、浙江、湖南、江苏、贵州、河南、陕西、湖北等地，生长于海拔500米至1,500米的地区，多生在疏林中，目前尚未由人工引种栽培。

## 别名
亨利槭（经济植物手册）、亨利槭树（科学）、亨氏槭（华北经济植物志要）、三叶槭（中国植物图谱）